# Christian Luerssen
Christian Luerssen (født 6. maj 1843 i Bremen, død 3. juli 1916) var en tysk botaniker. Autornavnet Luerss. kan bruges for Christian Luerssen sammen med et videnskabeligt artsnavn inden for botanikken. (Wikipedia-artikler der bruger autornavnet)
Luerssen  var først lærer i sin fædrenestad, studerede derpå naturvidenskaberne i Jena, tog doktorgraden 1868 sammesteds og blev assistent ved det botaniske institut i Leipzig 1869, hvor han 1872 habiliterede sig som privatdocent og kustos ved universitetsherbariet. I 1884 blev han professor i botanik ved forstakademiet i Neustadt-Eberswalde og var 1888—1910 professor ved universitetet i Königsberg. Han har særlig studeret de højere kryptogamer, især bregner og padderokker, på hvilket område hans deskriptive arbejder, især hans andel i Rabenhorsts Kryptogamenflora von Deutschland (2. oplag), er mønstergyldige i henseende til udførlighed og omhu.